# Catherpes mexicanus
El cucarachero barranquero (Catherpes mexicanus), también conocido como chivirín barranqueño, ratona de los cañones, saltaladera risquera o saltapared barranquero, es una especie de ave paseriforme de la familia Troglodytidae nativa de América del Norte. Es residente en toda su área de distribución y suele encontrarse en zonas áridas, acantilados rocosos, afloramientos y cañones. Es un ave pequeña difícil de ver en su hábitat rocoso. Sin embargo, se puede escuchar a través de los cañones por su fuerte canto distintivo. Actualmente se encuentra en un taxón monotípico y es la única especie en el género Catherpes.

## Distribución
Es residente permanente en toda su área de distribución, aunque algunos individuos pueden hacer movimientos estacionales cortos. Se extiende desde el sur de Columbia Británica, el suroeste de Idaho, el sur de Montana, Wyoming y Colorado hasta el oeste de Chiapas en México. Se presenta en el este hasta el suroeste de Oklahoma y en el centro-oeste de Texas. Hay una población separada en el suroeste de Dakota del Sur, el noreste de Wyoming y el sureste de Montana. Durante la temporada de invierno la distribución es generalmente la misma, sin embargo, pueden ocurrir concentraciones en el desierto de Chihuahua al sureste Texas.

## Subespecies
Se reconocen 8 subespecies:
- C. m. cantator A. R. Phillips, 1966
- C. m. conspersus Ridgway, 1873
- C. m. croizati A. R. Phillips, 1986
- C. m. griseus Aldrich, 1946
- C. m. meliphonus Oberholser, 1930
- C. m. mexicanus (Swainson, 1829)
- C. m. pallidior A. R. Phillips, 1986
- C. m. punctulatus Ridgway, 1882